# James Aguet
Pour les articles homonymes, voir Aguet.
James-Édouard Aguet, né le 10 septembre 1848 à Florence et mort le 15 mars 1932 à San Felice Circeo, est un homme d'affaires suisse.

## Biographie
Fils du banquier Jean-Paul Aguet et de Marie-Louise Monnerat, frère de Gustave Aguet et neveu de Jules Monnerat, il suit ses études à Trieste.
Codirecteur de la banque Geisser à Turin, il s'établit près de Rome en 1889.
Il fonde un grand nombre de sociétés en Italie dans les secteurs de l'électricité, du gaz et de l'alimentation (Société Romande d'électricité (SRE), ...)
Il est durant de longues années d'homme de confiance dans les relations entre la Suisse et l'Italie.
Propriétaire d'un château et de la villa Aguet (San Felice Circeo), il est fait Citoyen d'honneur de la commune de San Felice Circeo en 1931.
Il est membre du conseil d'administration de la Société des agriculteurs italiens.

## Publications
- De la Suppression de la frappe de l'or afin d'arrêter le Renchérissement de la vie et des mesures à prendre pour éviter les crises monétaires (1911)
- La Terra ai contadini. Il passato, il presente e l'avvenire della proprietā in Italia. 4° migliaio (1920)
- Sul progetto di legge Micheli-Mauri per la transformazione del latifondo (1922)
- La situation économique de l'Italie (1923)

## Distinctions
- Grand officier de l'ordre de la Couronne d'Italie

## Sources
- Notices dans des dictionnaires ou encyclopédies généralistes :   - Base de données des élites suisses
  - Dictionnaire historique de la Suisse
- Notices d'autorité :   - VIAF
  - IdRef
  - GND